# 大阪ガメッツ
大阪ガメッツ（おおさかガメッツ、Osaka Gamets）は、水島新司による日本の野球漫画作品『ストッパー』および『野球狂の詩 平成編』『新・野球狂の詩』に登場する架空のプロ野球チーム（球団）。

## 概要
『野球狂の詩』においては、東京メッツのライバル球団として「大阪アパッチ」（一部は「東京アパッチ」の描写あり）が登場していた。
『ストッパー』において、セントラル・リーグ（セ・リーグ。実在するリーグ）に加盟する東京メッツ（同じく架空球団）のライバル球団として初登場。経営難に陥っていたようで、球団身売りの話が出ており、主人公・三原心平が30億で買収し「大阪ドリームス」となる。『野球狂の詩 平成編』では、再び大阪ガメッツが登場する。
本拠地球場は「ガメッツ（ドリームス）スタジアム」。

## 主な選手・球団関係者

### 『ストッパー』より登場
三原 心平（みはら しんぺい）
1988年ドラフト外でガメッツ入団。原宿学院出身。背番号55。両投左打。実業界のトップに君臨する三原グループ会長の次男。
左腕投手として開幕から新人初の14試合連続セーブを達成するも、大洋ホエールズの田代富雄にホームランを打たれ、ストップ。
その後、外野手へ転向し、トップバッターとして一時は4割を越える打率を誇った。そののち、投手を兼業するようになり、右腕でも投げるようになる。また、母親と相談して大阪ガメッツを30億円で買収。新球団「大阪ドリームス」のオーナー兼選手として活躍した。
『ドカベン ドリームトーナメント編』では背番号08、中堅手、阪神タイガースの選手として登場する。
渡 大介（わたり だいすけ）
1988年ドラフト1位でガメッツ入団。大海高校出身。背番号18。「越後の怪腕」。ドラフト前はメッツ入団を希望していた。以降ガメッツのエースとなるが、心平の出番を増やす為なかなか完投できない宿命。
ジャック・ブラウン
元大リーグ・インディアンスの大砲。ガメッツに入団する。背番号3、三塁手。後に遊撃手にコンバートされる。右投左打。
岩佐（いわさ）
ガメッツ監督。かなり滅茶苦茶な采配を振る男で、クビにならないのが不思議なくらいの男。名将とは言い難い。背番号77。
猫目 一郎（ねこめ いちろう）
帽子のつばを目の形にくりぬいている。しかも穴が右になったり左になったりする。背番号32、投手。サイドスロー。
更科（さらしな）
ガメッツのタラコ唇の救援投手。20イニングス無失点記録を持つ。背番号19。四球が多い。
小倉（おぐら）
ガメッツの初期のレギュラー。小細工が得意。二塁手。背番号4。
天王寺（てんのうじ）
ガメッツの初期のレギュラー。後に麻雀で打撃開花。外野手。左投左打、背番号31。
法善寺（ほうぜんじ）
ガメッツの初期のレギュラー。遊撃手。背番号6。
トニー・デービス
ジャック・ブラウンのニセモノとして来日。その後、本名でガメッツと契約。様々なポジションを転々とするうちに投手に。背番号30。
青亀 万吉（あおがめ まんきち）
ガメッツの当たり屋である。名前が気に入られたといういい加減な理由で入団した。一塁手から外野手。背番号41。
大木 大（おおき ひろし）
1989年ドラフト1位でガメッツに入団。法政大学出身。別名「関東の海坊主」。胸のボタンがちぎれて飛ぶとホームラン。入団当初は心平を心底嫌っていた。捕手。背番号60。
岩渕（いわふち）
ガメッツの主砲。「動くアルプス」という異名を持つがそれほど大きくは無い。一塁手。背番号44。
ベロ
ガメッツの初期のレギュラー。三塁手。ユニフォームには「SHITADA」と表記されているがスコアボードには「部呂」と。下手なのに上手い男。背番号7。
日照 続（ひでり つづき）
ガメッツの2軍監督。「再生屋」の異名を持ち、不振に陥っていた心平を中堅手へコンバートした。元は『光の小次郎』の登場人物で、当時（1983年）は武蔵オリオールズの現役選手だったが、本作と世界観が繋がっているかどうかは不明。
柴 友光（しば ともみつ）
伊豆で陶芸家をしていたがガメッツにテスト入団しレギュラー定着。15で母と、16で父と死に別れた数奇な運命を歩んできた。外野手。背番号56。
我王 銀次（がおう ぎんじ）
大阪ミナミ出身。浪花学院→帝都大学→大阪ドリームス（ドラフト一位）。投手で後に三塁手に転向。投手では連載中メッツに一度も負ける事が無かった。家族は両親・妹・弟。背番号1。顔のデザインは実在の俳優・我王銀次をモチーフに描かれている。
麻 立丸（あさ たちまる）
月大一高→東京電波→大阪ドリームス（ドラフト5位）。妹と二人暮らし。二塁手。背番号5。我王と同じく、劇団「大阪バトルロイアル」に所属していた実在の俳優がモデルである。
上条 英司（かみじょう えいじ）
早稲田大学→大阪ドリームス（ドラフト2位）。メガネの投手。顔の割には身体は決して小さくない。背番号24。
朝日丸 虎千代（あさひまる とらちよ）
浪花大学→大阪ドリームス（ドラフト3位）。ダイエー、阪神と抽選の末獲得。投手から遊撃手に転向するも、ブラウンにポジションを奪われてしまう。本人よりも甲子園のそばでお母さんと飲み屋を経営しているおばあちゃんの方が目立っている。通称「泣きの虎千代」。背番号16. 我王と同じく、劇団「大阪バトルロイアル」の実在の俳優がモデルである。
芦川 真（あしかわ まこと）
ドリームスにドラフト6位でテスト入団したチーム初の女性選手。チーム一の俊足美人。身長170cm。スリーサイズは上から85・56・83。背番号10、外野手。彼女の名前は他の水島作品にも登場するが実在の俳優である芦川誠から。
峠 雪太郎（とうげ ゆきたろう）
我王らと同年のドラフトで入団。投手。入団当初から顔をマスクで隠していたが、それは学生時代、ヤクザと小競り合いになった末に顔をナイフで切り裂かれて大きな傷を作ったため、それを隠すためであった。入団以降なかなかローテーションに入る事が出来なかったが、92年、メッツとの開幕戦で大方の予想を裏切って開幕投手となり、そこで初めて公の前で素顔をあらわにし、ノーヒットノーランを達成した。

### 『野球狂の詩 平成編』より登場
火浦 健（ひうら けん）
現在のガメッツ監督。かつて「北の狼」と呼ばれた東京メッツの大エース。99年シーズン中に休養となった野尻監督の後任として突如監督に就任。見事ガメッツをメッツからの今季初勝利に導いた。その後は鉄五郎と同じく選手兼監督としても活躍し、05年のメッツとの優勝決定戦では自ら先発マウンドに上がるなど、まだまだ球質は衰えてはいない。現在は背番号90。
美国（びくに）
99年の4番。火浦監督初采配の試合で国立珠美からサヨナラ2ランを放つ。一塁手、背番号30。
村木（むらき）
99年のレギュラー。背番号25。
広野（ひろの）
99年のレギュラー。鉄五郎の球を見送った事に対し「あまりの打ち頃でびっくりしただけですよ、本当は美味しい球なんだ！」と言って二球目に安打を放ったイヤミな選手。背番号29。
岩田 武司（いわた たけし）
東京メッツの岩田鉄五郎の孫で、岩田清志の息子。『野球狂の詩』から登場していたが、『野球狂の詩 平成編』では青年に成長。アメリカ2Aで投手をしていたが、婚約者がガメッツオーナー代行の娘だった関係で99年、ガメッツに入団し、鉄五郎を激怒させる。最初は投手としての起用だったが、火浦監督の下、スラッガーとしての才能が目覚め、00年にはメッツ・羅生門や巨人・松井と本塁打王を争った。02年シーズン途中、メッツの羅生門とのトレードが成立し、メッツに移籍。背番号18。また岩田鉄五郎とともに、『野球大将ゲンちゃん』に小学生時代の武司が登場している。
南海 権左（なんかい ごんざ）
ガメッツの主砲、浪速の4番。一塁手。両投右打、背番号44。吉良高校出身。03年シーズン途中に、右の代打の切り札として阪神に移籍。阪神での背番号は100（『ドカベン　ドリームトーナメント編』では03）。元々は『ドカベン』で登場したキャラクターだが、同一人物かどうかは明示されていない。

### 『新・野球狂の詩』より登場
仙台 又三郎（せんだい またさぶろう）
02年入団。水原のドリームボール打倒に生き、実は水原の師である武藤兵吉の次男。メッツの円山とは大学の同期である。右打、背番号77。
梅田（うめだ）
ガメッツの現在のエース投手。
松（まつ）
正捕手。二番打者。背番号27。
大淀（おおよど）
二塁手。背番号31。
戎（えびす）
遊撃手。背番号8。
御堂（みどう）
左翼手。
北新地（きたしんち）
中堅手。
花月（かげつ）
右翼手。
羅生門（らしょうもん）
現在の4番で、東京メッツ末期の主砲。三塁手。98年はケガで棒に振ったが、以後も四番打者として活躍。2000年には松井秀喜、岩田武司と本塁打王を争う。初登場時は容貌怪異の巨漢であったが、実は温厚な男。音武田入団により外野にコンバートされ、02年期限ギリギリのシーズン途中に岩田武司との交換トレードでガメッツに移籍してきた。名前は「あきら」（漢字は不明）。右投両打、背番号10。
小鳩 花子（こばと はなこ）
03年ドラフト8位指名で入団。女性。内野手、外野手。火浦監督のおっかけで元ソフトボール選手。並外れた努力の末、開幕戦出場を果たす。05年のリーグ優勝決定戦のメッツ戦で青田からホームランを放つ。身長190cm、右投右打、背番号99。
グレン
直球しか投げない外国人投手。04年の開幕投手。身長2m、右投右打、背番号50。

## 備考
『ストッパー』以前の作品である『ドカベン』で、岩鬼家が倒産の危機に瀕した際にガメッツが岩鬼正美をスカウトに来た描写がある。
『ドカベン』の後、『ストッパー』よりは以前の作品である『白球の詩』にも、同名のチームが登場するが、こちらはパシフィック・リーグ加盟となっていて、やはりパ・リーグの球団である主人公球団「東京ボッツ」と最下位争いをするライバル・チームである。
『ドカベン ドリームトーナメント編』では当初、新球団が誕生してセパが16球団になった記念イベント、という設定故に矛盾する東京メッツおよび後継チームの札幌華生堂メッツと大阪ガメッツおよび後継チームの大阪スターズは存在しないように描かれており、三原心平も阪神タイガースの選手として登場している。